# Pakicetus
Pakicetus é um gênero extinto de cetáceos encontrados no início do Eoceno (55.8 a 40.4 milhões de anos) no Paquistão, daí seu nome. Os estratos onde os fósseis foram encontrados eram então parte da costa do Mar de Tétis.
O primeiro fóssil, parte de um crânio, foi inicialmente atribuído ao grupo dos mesoniquídeos, mas Gingerich e Russell (1981) reconheceram-no como um predecessor dos cetáceos, a partir duma característica do ouvido interno, encontrada apenas em cetáceos: a grande bula timpânica, formada a partir do osso ectotimpânico. Isso sugere que se trata de uma transição entre este grupo extinto de mamífero terrestre e os modernos cetáceos.
Esqueletos completos foram descobertos em 2001, revelando que o Pakicetus era um animal terrestre, com o tamanho de um lobo e, em forma, muito semelhante aos mesoniquídeos.
Na evolução dos cetáceos encontra-se, consoante as mais recentes descobertas, num grau intermediário entre o ungulado Sinonyx (de c. 60 milhões de anos) e o semi-aquático Ambulocetus (também encontrado no Paquistão, datado de c. 50 milhões de anos).
Há cerca de 50 milhões de anos, os ancestrais mamíferos das baleias começaram sua jornada em direção a um estilo de vida aquático, revertendo um processo iniciado 200 milhões de anos antes, quando os animais emergiram dos mares. Mas a evolução nunca realmente retrocede: as baleias não desenvolveram brânquias e escamas, mas sim todo um novo conjunto de adaptações aquáticas. Outros mamíferos se voltaram para os oceanos – peixes-boi marinhos, dugongos, lontras marinhas, ursos polares, focas, leões marinhos e morsas – mas nenhum outro grupo supera as baleias em termos de diversidade e número de espécies.
De qualquer forma, pode ser que essas adaptações marinhas não sejam apenas impulsionadas por forças predatórias, mas também por forças práticas. Pakicetus poderia ter que cobrir muito terreno para encontrar comida, e as marés subindo e descendo podem ter cortado alguns áreas da costa, criando ilhas na maré alta que teriam pontes de terra transitáveis na maré baixa. Ao evoluir para um corpo que poderia fornecer movimento aquático eficiente, Pakicetus teria a vantagem de não ter esperar a maré baixa.

## Histórico da descoberta
O primeiro fóssil dessa espécie foi descoberto por Philip D. Gingerich, quando este realizava pesquisas paleontológicas no Paquistão, em 1978; seu objetivo ali era o de identificar alguns mamíferos que estudava.
Na verdade o fóssil era somente uma parte do crânio de um animal que Gingerich identificou como uma forma análoga à concha na qual as baleias modernas protegem o ouvido para que possam escutar sob a água: ao examiná-la ele percebeu que a ponta em que essa concha se ligava ao crânio possuía uma formação óssea em "S" que a ancorava, e esta é uma característica presente em todas as baleias — quer atuais quanto extintas — um tipo de "assinatura óssea" típica dos cetáceos e de nenhum outro animal.
Embora não fosse experto em baleias, ele trabalhou com Donald Russell, do Museu de História Natural de Paris e, após batizar o fragmento animal como Pakicetus (ou baleia do Paquistão), passou a estudar as baleias fósseis; isto porque aquele fragmento trazia uma peculiaridade: enquanto as baleias atuais podem escutar sob a água porque seus ouvidos estão situados dentro de uma caixa óssea que flutua separada do crânio, presa a uma cesta formada por ligamentos e espuma de modo que o som seja captado pela mandíbula apenas, no Pakicetus a formação parecendo com uvas ainda estava fortemente presa à parte posterior do crânio em três locais distintos; essa característica primitiva dava ao Pakicetus relativa capacidade para escutar dentro da água, mas como o som ainda percorria as ligações ósseas, isto tornava confuso perceber a direção das vibrações.

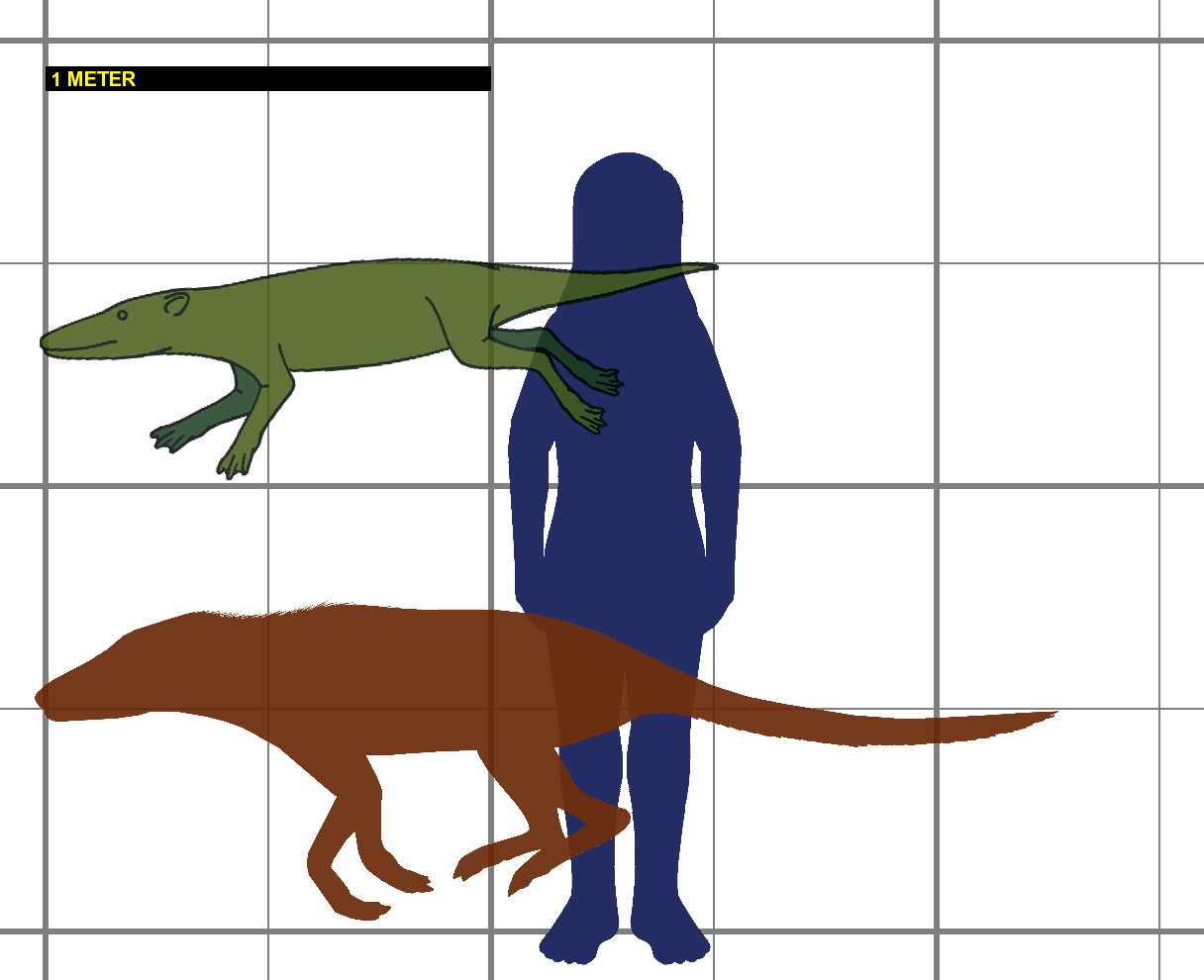
Tamanho comparativo do Pakicetus.

Outra característica moderna dos cetáceos ausente no Pakicetus era a de que, quando estas mergulham, enchem de sangue os espaços em torno dos ouvidos para permitir-lhes escutar sob grande pressão: no fóssil encontrado, entretanto, a área equivalente era sólida o que indica que ele não estava apto a mergulhos mais profundos; a conclusão era de que estavam diante de uma baleia que não era capaz de nadar ou de ouvir com profundidade, um animal ainda pouco afeito à vida aquática e, portanto, não habitando o ambiente marítimo, mas um curso d'água: era a baleia mais primitiva já encontrada, e a mais antiga.
Dada a condição do Pakicetus, Gingerich redirecionou suas pesquisas para este animal e não mais os mamíferos que o levaram ao Paquistão; assim, ele retornou àquele país a fim de localizar mais vestígios da baleia primitiva; esta pesquisa contudo não resultou positiva e tudo que localizou foram alguns dentes de baleias, nada abaixo do pescoço; com a eclosão da guerra civil no Afeganistão, o governo paquistanês negou-lhe acesso à região norte do país, tomada por milhões de refugiados, em 1982.
Com isto, Gingerich levou sua pesquisa para os fósseis de Basilosaurus, indo ao Egito em 1983, com o objetivo de compreender como a evolução atuara em dez milhões de anos no ouvido dos cetáceos (tempo que separa a idade do Pakicetus do Basilosaurus).
A vida no planeta surgiu no mar e depois passou à terra firme. Os mamíferos aquáticos fizeram o caminho de volta, mas o registro fóssil dessa fase de transição ainda tem falhas.
Estudos com DNA mostraram que, dos animais vivos, os mais próximos das baleias são os hipopótamos, que são bem mais recentes na evolução e não revelam muito sobre a transição dos cetáceos para a água.

## Características físicas

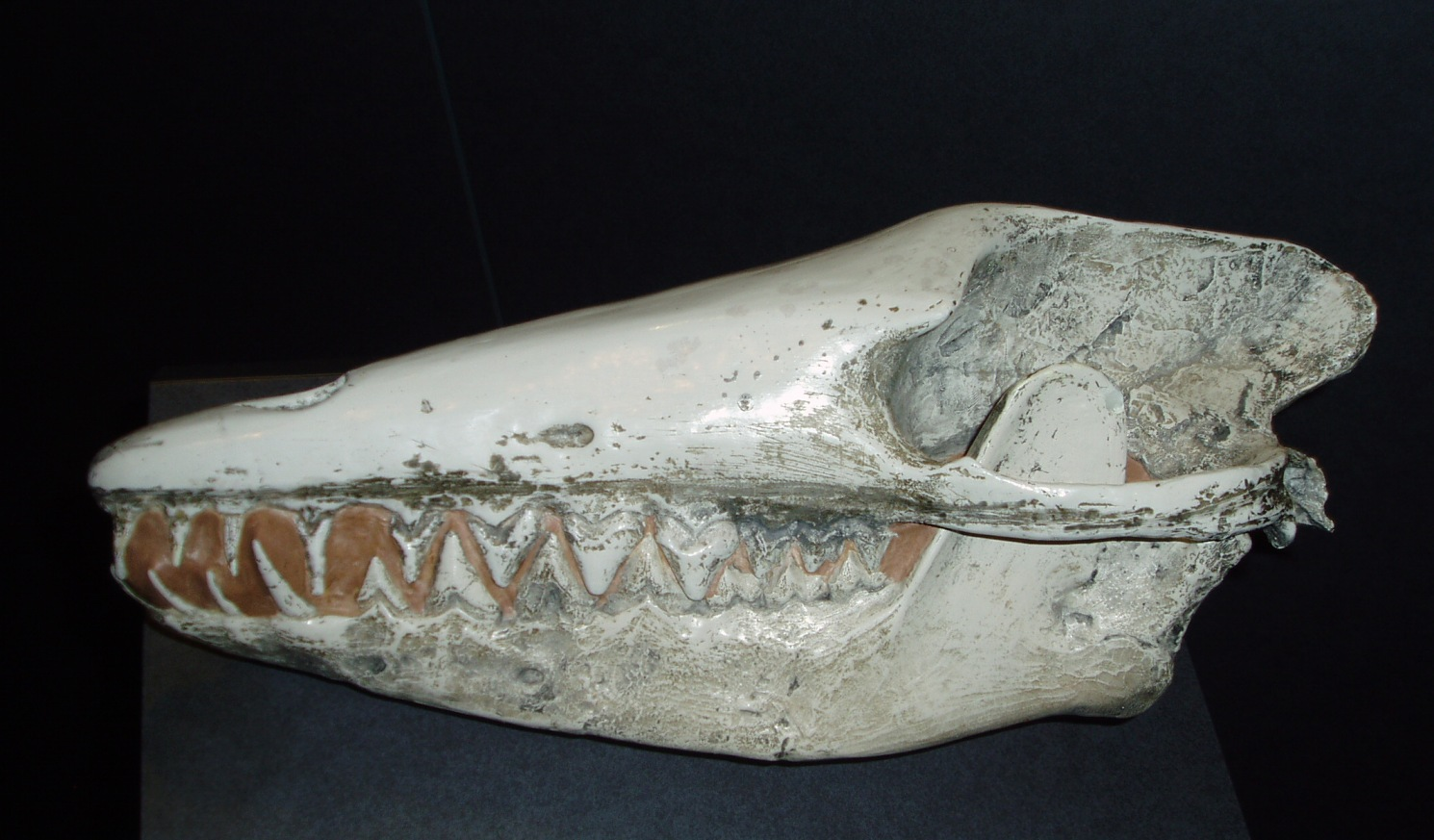
Crânio do Pakicetus inachus, indicando os caracteres cetáceos.

Mesmo quando as descobertas davam conta somente de partes do crânio, era possível afirmar-se que estes permitiam vários diagnósticos de que se encontravam num estágio entre o Sinonyx e baleias posteriores; com destaque para os dentes, onde os molares superiores e inferiores tinham cúspides múltiplas como a espécie primitiva, enquanto os pré-molares possuíam formato triangular com uma só cúspide serrilhada nas bordas anteriores e posteriores (as baleias posteriores possuíam uma serrilhado triangular ainda mais simplificado), a indicar uma dieta adaptada para a captura de peixes.
O esmalte do dente do Pakicetus é comparado ao esmalte de um artiodáctilo primitivo e uma variedade de famílias primitivas de ungulados. A organização do esmalte do Pakicetus , considerada primitiva para os cetáceos, consiste em uma combinação dos tipos de esmalte radial e decussante. Os padrões de prisma incluem prismas com limites abertos (em forma de ferradura) e fechados (circulares). O esmalte do Pakicetus é semelhante ao de muitos ungulados primitivos, incluindo o Diacodexis, o mais antigo artiodáctilo, e Mesonychidae, uma família de ungulados arcaicos que muitas vezes é considerada próxima da ancestralidade dos cetáceos. Esse achado é consistente com a hipótese, originalmente proposta com base em outros aspectos da morfologia, de que artiodáctilos, cetáceos e mesonychidae estão intimamente relacionados.
O esqueleto do Pakicetus assemelha-se ao de muitos outros mamíferos de casco par (por exemplo, veados, camelos, porcos) e parece estar adaptado para correr em alta velocidade. No entanto, os ossos dos membros são bastante densos, uma característica que os animais aquáticos usam para evitar flutuar na superfície. Juntos, esses traços sugerem que o Pakicetus representa um estágio inicial na evolução dos cetáceos, onde muitas adaptações de corrida foram mantidas, mas raramente usadas. De fato, a densidade dos ossos dos membros do Pakicetusé tão grande que eles teriam maior risco de quebra durante a corrida. Em vez disso, a densidade sugere que andou no fundo de rios e lagos como o hipopótamo. Dado que o hipopótamo é o parente vivo mais próximo dos cetáceos, Pakicetus e hipopótamos podem ter herdado esse comportamento de seu ancestral comum. A grande cauda do Pakicetus é possivelmente uma especialização para a locomoção aquática, embora não esteja claro exatamente como. As únicas outras características aquáticas possíveis evidentes em seu esqueleto são cicatrizes nos ossos dos dedos dos pés que indicam músculos fortes para separar os dedos. Esses músculos são consistentes com pés palmados que foram usados para locomoção aquática.
O crânio do Pakicetus demonstra que se tratava de forma definitiva de um cetáceo: a caixa craniana estreita, com crista sagital alta e fina, assim como a sutura lambdóide proeminente; na reconstrução de Gingerich e outros, em 1983, este possuía em volta de 35 cm de comprimento; como foi dito, não ouvia bem sob a água, pois não possuíam a densa bula timpânica nem seios que isolassem as áreas auditivas direita da esquerda (adaptação posterior das baleias que as permitem uma audição direcional quando submersa e que evita a captação das vibrações sonoras por meio dos ossos cranianos: as baleias modernas possuem sinos cheios de espuma, além da densa bula timpânica, que criam um contraste de impedância a lhes permitir isolar os sons vindos de direções distintas).
Incisivos bem desenvolvidas e  dentes da bochecha serrilhados indicam que Pakicetus comia carne, provavelmente de peixe. Os molares têm facetas de desgaste acentuadamente inclinadas que se formaram quando os dentes superiores e inferiores entraram em contato durante a mastigação. Com base nas orientações das facetas de desgaste, o Pakicetus cortava suas presas em pedaços menores antes de engolir. Uma questão não resolvida é como exatamente o Pakicetus capturava suas presas. Seu esqueleto não apresenta evidências de que pudesse se mover rapidamente na água. Assim, não está claro se era um predador ativo ou se, em vez disso, emboscava presas desavisadas que se aproximavam demais. 
Falta ao Pakicetus ainda uma vascularização do ouvido médio, necessária para regulagem da pressão neste durante o mergulho, levando-se à conclusão de que ele não era capaz de mergulhos em profundidade significativa, de modo que este animal era mais terrestre que aquático, na audição; com um crânio efetivamente de cetáceo, e dentes intermediários entre as formas mais antigas e as modernas, demonstram que o nicho ecológico do Pakicetus na avaliação paleontológica é consistente com as evidências geoquímicas e paleoambientais.

## Espécies

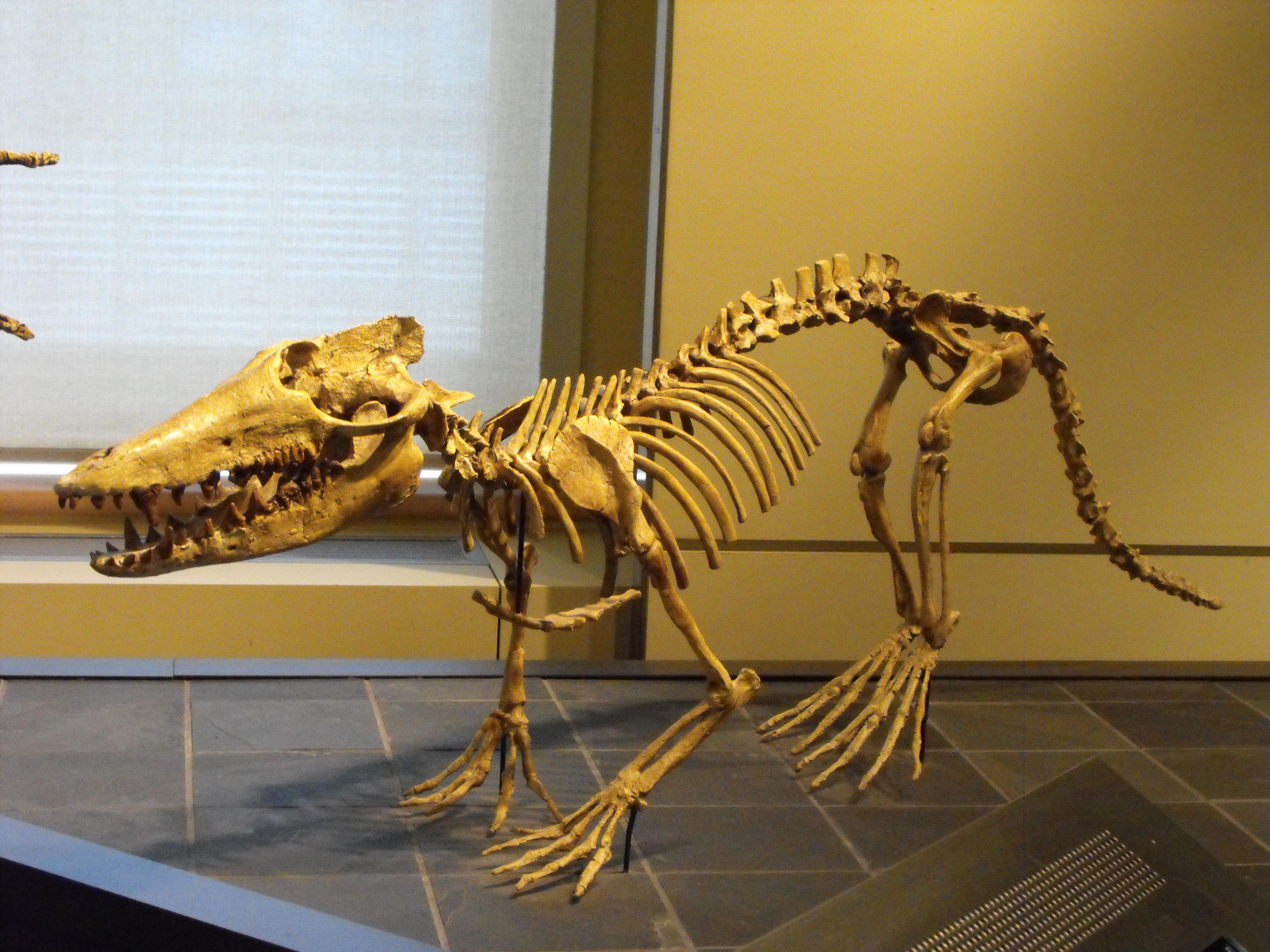
Esqueleto do P. attocki, ROM

- † Pakicetus attocki 
West 1980
- † Pakicetus inachus
Gingerich & Russell 1981
- † Pakicetus calcis
Cooper, Thewissen & Hussain 2009
- † Pakicetus chittas
Cooper, Thewissen & Hussain 2009